# Chic Cicero

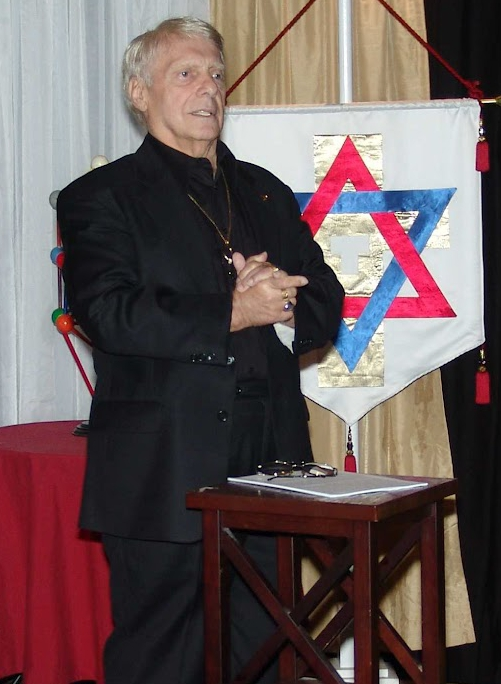
Chic Cicero (2012)

Charles „Chic“ Cicero (* 1936 in Buffalo, New York) ist ein US-amerikanischer Okkultist und Autor. Er praktiziert Zeremonialmagie seit über 40 Jahren.
Ciceros Interesse an Freimaurerei und der westlichen Mysterientradition resultierte in Forschungsartikel über Rosenkreuzertum und den Tempelrittern, veröffentlicht in Publikationen wie Ars Quatuor Coronatorum und 1996–2000 Transactions of the Metropolitan College of the SRIA. Cicero ist Mitglied mehrerer Freimaurer, Martinisten, und Rosenkreuzer-Organisationen. Chic ist ein überaus aktives Mitglied seiner lokalen York-Rite- und Grand-York-Rite-Freimaurerbruderschaften.

## Israel Regardie und der Golden Dawn
Veröffentlichten Schilderungen zufolge war Cicero ein naher Freund und persönlicher Vertrauter des späteren Dr. Israel Regardie. Beim Aufbau eines Tempels in der Tradition des Hermetic Order of the Golden Dawn im Jahr 1977 war Cicero eine der Schlüsselfiguren, die Regardie dabei halfen, einen legitimen, initiatorischen Ableger des Ordens (auch bekannt als H.O.G.D.) in den Vereinigten Staaten in den frühen 1980er-Jahren wiederzubeleben. Eine Reihe von Briefen, die Regardie an Chic Cicero und den Isis-Urania-Tempel schrieb, können online abgerufen werden. Chic ist auch Präsident der The Hermetic Order of the Golden Dawn, Inc.
Cicero und seine Frau Sandra Tabatha Cicero sind zwei G.H. Chiefs des heutigen Ordens. Sie haben mehrere Bücher über den Golden Dawn, Tarot, Kabbalah, und die westliche Mysterientradition veröffentlicht – einschließlich The Essential Golden Dawn, welches 2004 als eines der besten Magiebücher des Jahres mit einem COVR Award ausgezeichnet wurde.
Die Ciceros haben auch Neuausgaben von Israel Regardies klassischen Texten bearbeitet und mit Anmerkungen sowie neuem Material ergänzt: The Middle Pillar, A Garden of Pomegranates, und The Tree of Life.
Die Ciceros gaben Interviews bei einer lokalen TV-Station in Albuquerque, New Mexico. Sie wurden zudem durch Donald Michael Kraig auf Fate Radio (26. Dezember 1990) und in jüngerer Vergangenheit durch Rain Morgan und Carolyn Craft vom Wisdom Radio Network, Uri Gellers Radioshow auf Talk America (Frühling 2001) und MSNs Mind, Body, and Soul Network (August 2002) interviewt. Sie halten häufig Vorträge in den USA, Kanada und Europa.
Dem Golden Dawn-Historiker R. A. Gilbert zufolge:

“Just as Israel Regardie rescued the Golden Dawn from oblivion, so have the Ciceros, with their unrivaled grasp of magical practice, maintained it as a living tradition made available to all … They are indeed true magicians of the Golden Dawn.”

„So wie Israel Regardie den Golden Dawn vor der Vergessenheit rettete, so haben die Cieros, mit ihrem unvergleichlichen Verständnis der magischen Praxis, selbigen als lebendige Tradition erhalten und jedermann zugänglich gemacht … Sie sind tatsächlich wahre Magier des Golden Dawns.“

## Werke

### Bibliografie
- The New Golden Dawn Ritual Tarot. Cicero, Chic and Tabatha (1991). St. Paul, MN: Llewellyn Publications, ISBN 0-87542-139-3
- Self-Initiation into the Golden Dawn Tradition. Cicero, Chic and Tabatha (1995). St. Paul, MN: Llewellyn Publications, ISBN 1-56718-136-8
- Experiencing the Kabbalah. Cicero, Chic and Tabatha (1997). St. Paul, MN: Llewellyn Publications, ISBN 1-56718-138-4
- The Magical Pantheons. Cicero, Chic and Tabatha (1998). St. Paul, MN: Llewellyn Publications, ISBN 1-56718-861-3
- Creating Magical Tools. Cicero, Chic and Tabatha (1999). St. Paul, MN: Llewellyn Publications, ISBN 1-56718-142-2
- Ritual Use of Magical Tools. Cicero, Chic and Tabatha (2000). St. Paul, MN: Llewellyn Publications, ISBN 1-56718-143-0
- The Golden Dawn Magical Tarot. Cicero, Chic and Tabatha (2001). St. Paul, MN: Llewellyn Publications, ISBN 1-56718-125-2
- The Essential Golden Dawn: An Introduction to High Magic. Cicero, Chic and Tabatha (2003). St. Paul, MN: Llewellyn Publications, ISBN 0-7387-0310-9
- Secrets of a Golden Dawn Temple. Cicero, Chic and Tabatha (2004). Great Britain: Thoth, ISBN 1-870450-64-7
- Tarot Talismans. Cicero, Chic and Tabatha (2006). Woodbury, MN: Llewellyn Publications, ISBN 978-0-7387-0871-3
- Basics of Magic: The Best of the Golden Dawn Journal: Book I: Divination. Cicero, Chic and Tabatha (2007). Elfers, FL: H.O.G.D. Books, ISBN 978-0-9795177-0-9

### Sonstiges
- The Golden Dawn Journal Series[18]
- The Golden Dawn Enochian Skrying Tarot[19] (zusammen mit Bill & Judi Genaw)